# Station Staszów Wąskotorowy
Station Staszów Wąskotorowy is een spoorwegstation in de Poolse plaats Staszów.